# Casa de Alcalá de la Alameda
La casa de Alcalá de la Alameda es una casa nobiliaria castellana, luego española. Su nombre se refiere al marquesado de Alcalá de la Alameda. 
Pedro Portocarrero el sordo, hijo de Juan Pacheco, I de marqués de Villena y del María Portocarrero Enríquez, VI señora de Moguer y Villanueva del Fresno, y su mujer Juana de Cárdenas, señora de la Puebla del Maestre fundaron un mayorazgo para su tercer hijo Garci López-Pacheco Portocarrero, que incluía la villa de Chucena y otras heredades. Este Garci compró Alcalá de la Alameda, incorporándola a mayorazgo y titulándose I señor de Alcalá de la Alameda. Su hijo Pedro recibió de Felipe II el título de marqués de Alcalá de la Alameda en 1574.
En 1625 esta casa se incorporó a la casa de Medinaceli, por el casamiento de Ana María Luisa Enríquez de Ribera Portocarrero, III marquesa de Alcalá de la Alameda con Antonio Juan Luis de la Cerda, VII duque de Medinaceli. En 1639 esta marquesa sucedió a su prima como cabeza de la casa de Alcalá de los Gazules. Su hijo Juan Francisco de la Cerda, VIII duque de Medinaceli, heredó las tres casas citadas.